# Robert Ferras
Pour les articles homonymes, voir Ferras.

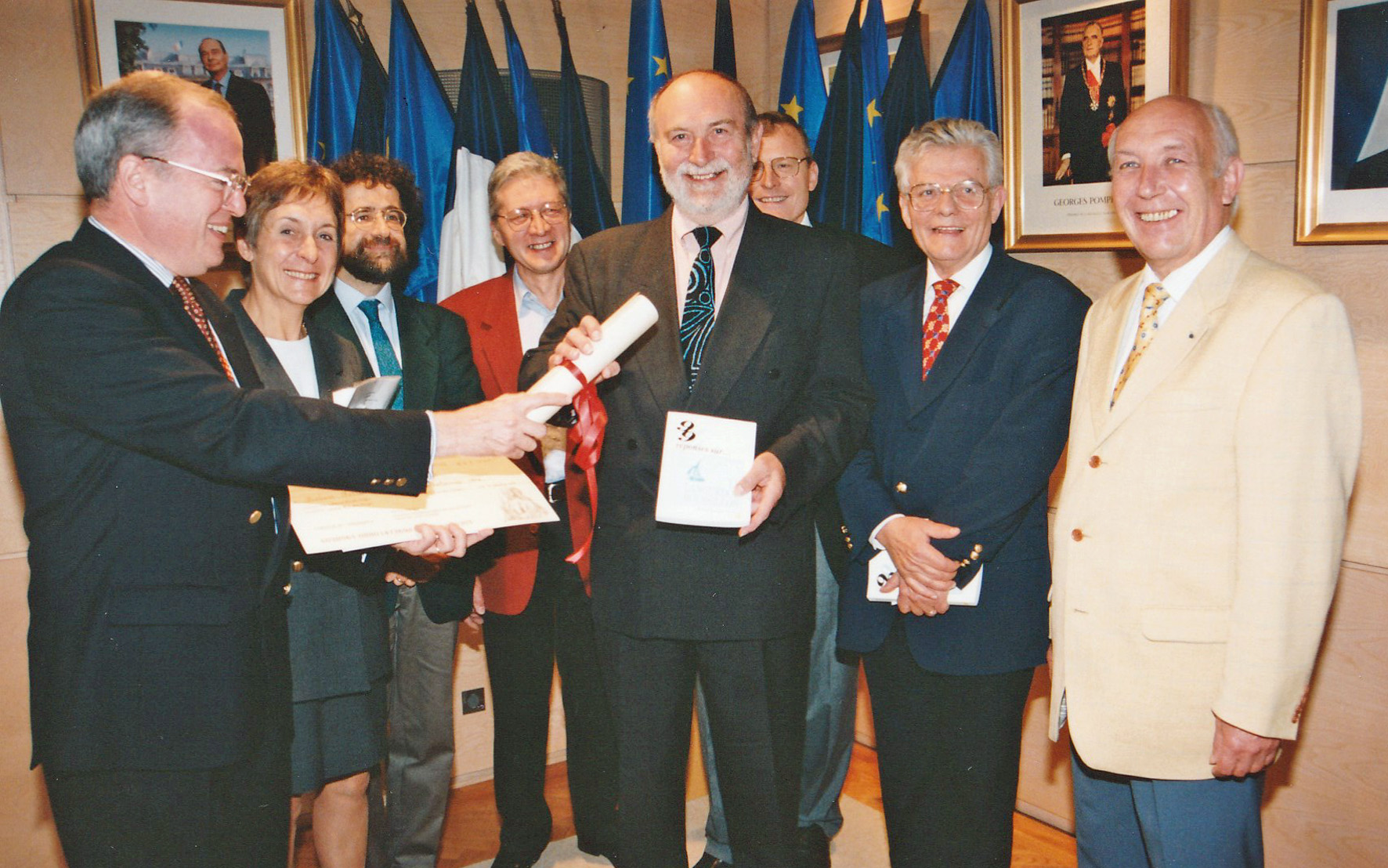
Robert Ferras recevant le prix Ptolémée lors du Festival international de géographie en 1998.

Robert Ferras, né le 28 juin 1935 à Capestang et mort le 25 octobre 2013 à Castelnau-le-Lez, est un géographe français, spécialiste de la géographie urbaine à l'Université Paul-Valéry-Montpellier III.

## Biographie
Robert Ferras a notamment suivi les enseignements de Raymond Dugrand puis est devenu professeur agrégé, docteur d'État, enseignant à l'Université Paul-Valéry de Montpellier et directeur de l'Institut Universitaire de Formation des Maîtres (I.U.F.M.) de Montpellier. Spécialisé en géographie urbaine (nombreux ouvrages sur Montpellier et la région Languedoc-Roussillon), Robert Ferras, avec le concours de Roger Brunet, ont fondés la Maison de la Géographie et le G.I.P. Reclus à Montpellier. Cofondateur de la revue Mappemonde parue en 1986, il a participé à la rédaction de la Géographie universelle en 10 volumes, sous la direction de Roger Brunet.

## Publications
- L'immigration en Bas-Languedoc : l'exemple de Sète (avec Pierre Carrière), Bulletin de la Société Languedocienne de Géographie, Montpellier, 1966.
- L'implantation espagnole dans le canton de Lunel, BSLG, Montpellier, 1967.
- Montpellier, croissance urbaine et nouvelle organisation de l'espace, BSLG, Montpellier, 1974.
- Cartographie des trois élections présidentielles dans le département de l'Hérault (1965-1969-1974), Bulletin de la Société Languedocienne de Géographie, Montpellier, 1974.
- Le Languedoc (avec Raymond Dugrand et P.Joutard), Larousse coll."Découvrir la France", Paris, 1974.
- Perpignan, avec Michel Vigouroux, La Documentation Française, 97 pages, 1976.
- Barcelone, croissance d'une métropole (Thèse doctorat d'État), Anthropos, Paris, 1977.
- Écusson et Polygone : enfants et retraités dans le centre de Montpellier (Bulletin), Montpellier, Société Languedocienne de Géographie, 1978, 139 p., 25 cm (OCLC 715436397, SUDOC 00528709X, présentation en ligne).
- La Méditerranée : milieux et paysages, La Documentation Française, Paris, 1978.
- Portrait de la France moderne : atlas et géographie du Languedoc et du Roussillon (avec Henri Picheral et Bernard Vielzeuf), Flammarion et Éditions Famot, Paris, 1979.
- L'Espagne : écritures de géographies régionales, Reclus, Montpellier, 1985.
- España, Fayard, Reclus, Paris, 1986.
- Languedoc-Roussillon, géopolitique des régions françaises, Flammarion, sous la direction d'Yves Lacoste, Paris, 1986.
- Montpellier Europole (en collaboration), Montpellier GIP Reclus, 1988.
- Le Languedoc méditerranéen (avec Jean-Paul Volle), Bonneton, Paris, 1989.
- Languedoc-Roussillon, Région de la France du sud et de l'Europe du Nord (avec Jean-Paul Volle), Bréal, Paris, 1989.
- Espagne et Portugal, Europe des Douze, Europe du Sud, La Documentation Française, Paris, 1989.
- Les paysages méditerranéens, La Documentation Française, Paris, 1989.
- Les Géographies universelles et le monde de leur temps, Reclus, Montpellier, 1989.
- Espagne, géographie régionale, Reclus, Montpellier, 1989.
- Représenter l'espace. L'imaginaire spatial à l'école (avec Yves André, Jean-Paul Guérin, Guruchian, Antoine Bailly), Anthropos, Paris, 1989.
- France, Europe du Sud. Tome 2 de la Géographie Universelle (en collaboration), Montpellier, Hachette, Reclus, 1990.
- Ville, paraître, être à part, Montpellier / Paris, Reclus / Belin, Géographiques, juillet 1991 et 2000.
- La formation du territoire national (avec Marc Bonnier), Revue Mappemonde, Montpellier, 1992.
- Les Mots de la géographie (avec Hervé Théry et Roger Brunet), Reclus, Paris, 1993.
- Les modèles graphiques en géographie, Economica, Paris, 1993.
- 99 réponses sur… la géographie, CRDP, Montpellier, 1994.
- 99 réponses sur… la ville (avec Jean-Paul Volle), CRDP, Montpellier, 1995.
- Éléments d'épistémologie de la géographie (avec Antoine Bailly), Armand Colin, Paris, 1997.
- 99 réponses sur… le Languedoc-Roussillon, CRDP, Montpellier, 1998.
- France et Europe du Sud (avec Denise Pumain et Thérèse Saint-Julien), Géographie Universelle, Belin, Paris, 1999.
- CAPES d'histoire-géographie. L'épreuve sur dossier, Economica, Paris, 1999.
- Montpellier-Méditerranée (avec Jean-Paul Volle), Economica, Paris, 2002.